# Cladova (okręg Arad)
Cladova – wieś w Rumunii, w okręgu Arad, w gminie Păuliș. W 2011 roku liczyła 306 mieszkańców. 